# Гаета
Гаета  (итал. Gaeta) је град у средишњој Италији. Гаета је четврти по величини и значају град округа Латина у оквиру италијанске покрајине Лацио.
Град Гаета је познат као важна поморска база од времена старог Рима до данас.

## Природне одлике
Гаета налази се у средишњем делу Италије, 80 км југоисточно од Рима, седишта покрајине. Град се налази на обали Тиренског мора, у истоименом заливу.

## Становништво
Према резултатима пописа становништва 2011. у општини је живело 20.762 становника.
| 1931.  | 1936.  | 1951.  | 1961.  | 1971.  | 1981.  | 1991.  | 2001.  | 2011.  |
| ------ | ------ | ------ | ------ | ------ | ------ | ------ | ------ | ------ |
| 20.008 | 18.332 | 18.323 | 20.569 | 22.181 | 23.379 | 22.334 | 21.179 | 20.762 |

Град Гаета данас има око 22.000 становника, већином Италијана. Током протеклих деценија град је имао раст становништва.

## Привреда
Море је одувек било извор живота за Гаету. Морнаричке делатности и данас играју значајну улогу, али су данас у првом плану рибарство, туризам. Последњих година Гаета је постала и важно пристаниште за претакање нафте.

## Партнерски градови
- Фронтињан
- Кембриџ
- Витлејем
- Самервил
- Мобил
- Цетиње

## Галерија
- Средњовековна утврда
- Катедрала у Гаети
- Стара градска улица
- Једна од градских плажа